# Смертельна змія
Смертельна змія (Acanthophis) — рід отруйних змій з родини аспідові. Має 7 видів.

## Опис

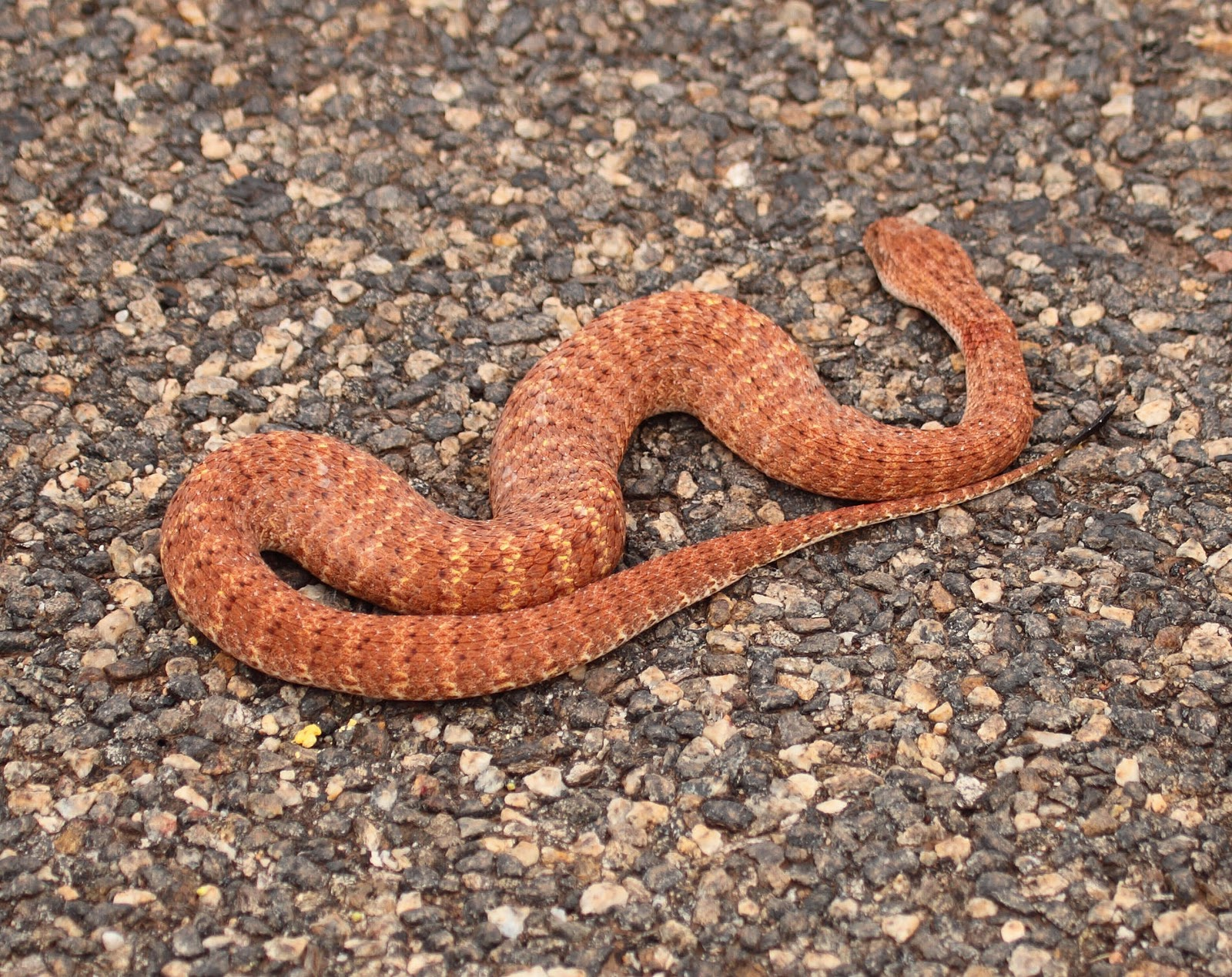
Руда змія (Acanthophis pyrrhus)

Загальна довжина представників цього роду коливається від 50 до 100 см, середня довжина — 74 см. Голова широка, трикутна з чітко вираженим шийним перехопленням. Зіниці вертикальні. Тулуб товстий, м'язистий. Хвіст сильно звужений, закінчується роговим щитком.
Забарвлення мінливе, коливається від сірого до чорного. Черево світліше за спину. На спині можуть бути темні смуги або лінії. Хвіст на кінці чорний або білий.

## Спосіб життя
Полюбляють тропічні ліси, чагарникові зарості, пагорби з рослинністю. Усе життя проводять на землі. Здебільшого активні вночі. Поживою є дрібні ссавці, ящірки, земноводні та птахи.
Отрута цих змій досить небезпечна для людини.
Це живородні змії. Самиці народжують від 8 до 30 дитинчат.

## Розповсюдження
Мешкають в Австралії на о. Нова Гвінея.

## Види
- Acanthophis antarcticus
- Acanthophis hawkei
- Acanthophis laevis
- Acanthophis praelongus
- Acanthophis pyrrhus
- Acanthophis rugosus
- Acanthophis wellsi